# Јао (народ, Азија)
Миен, познатији и као Јао, је хмонг-миен народ који претежно живи у јужној Кини и северном Вијетнаму. Они су један од староседелачких народа југоисточне Азије. Овај народ спада у монголоидни расни тип, а претежно говори миен језиком, који спада у хмонг-миен језичку породицу. Претежно исповедају традиционалне религије, док мањи део њих исповеда махајана будизам. Већина њих дели своју културу, обичаје и језик.
Миена укупно има 3,1 милион, од тога 2,7 милиона у Кини, 350.000 у Вијетнаму, 40.000 у Тајланду и око 20.000 у Лаосу. Признати су од стране владе Кине као један од њених 55 мањинских народа 1955. године.

## Историја

### Рана историја
Преци Миена вероватно воде порекло из данашње провинције Хунан, коју су напустили пре око 2.000 година када се династија Минг проширила на подручју јужне Кине. Са тих подручја, кретали су се према југу пролазећи кроз Гуејџоу, Гуангдонг и Гуангси, који се такође налазе на југу Кине.
Овај народ се први пут појављује у кинеским записима из 2. века пре нове ере као народ Јао (кин: 猺), међутим овај назив се сматра увредљивим.

### За време Лаошког грађанског рата
За време Лаошког грађанског рата, племена Миен у Лаосу су била синхронизована да буду „ефикасне пријатељске силе“. После пораза америчке војске, велики број припадника овог народа који је живео у Лаосу био је приморан да насели пограничне делове са Лаосом и Тајландом.

### Имиграција у САД
Највећи број Миена који је населио САД, живи у његовом западном делу, нарочито у Калифорнији, где живе претежно у Фрезну, Сан Франциску и Сакраменту, као и у Орегону, где претежно живе у Портланду и Бивертону. Процењује се да их у САД има око 50 хиљада.

## Религија
Данас, Миени већином исповедају традиционалне религије и таоизам, мада мањи део њих исповеда и махајана верзију будизма, на који су прешли у 7. веку. Традиционална религија народа Миен је веома слична кинеској фолк религији као што су описали амерички научници Артур Волф и Стив Сангрен. Будизам је стигао из Кине, али се према неким изворима наводи да Миени не исповедају будизам.

## Језик
Миени претежно говоре миенским језицима, који сви заједно имају око 3 милиона говорника. Највише је сродан језику народа Хмонг. Претпоставља се да дијалеката овог језика има 8, којим претежно говоре људи који настањују југоисточне делове Кине.